# IJshockey op de Olympische Winterspelen 2014 - Vrouwen
Het ijshockeytoernooi voor vrouwen op de Olympische Winterspelen 2014 vond plaats in het Russische Sotsji. Er werd gespeeld van 8 februari tot en met 20 februari in het Bolsjoj IJspaleis en de Sjajba Arena. De titelverdediger bij de vrouwen was Canada die na een opmerkelijke comeback in de finale de Verenigde Staten versloeg en de titel prolongeerde.

## Opzet
Bij het vrouwentoernooi wordt een nieuwe opzet geïntroduceerd. De vier hoogst geklasseerde teams zullen in groep A spelen en de andere vier teams komen uit in groep B. De winnaar en nummer twee van groep A plaatsen zich direct voor de halve finale. De nummers drie en vier van groep A spelen in de kwartfinale tegen de winnaar en nummer twee uit groep B. De twee winnaars van de kwartfinales zullen doorstromen naar de halve finale. Vervolgens wordt er verder gespeeld volgens het knock-outsysteem. De verliezers van de kwartfinales en de laatste twee uit groep B spelen onderling nog wedstrijden voor de plaatsen acht tot en met vijf.

## Wedstrijdschema
| Onderdeel     | Datum       | Lokale tijd | MET   |
| ------------- | ----------- | ----------- | ----- |
| Groepsfase    | 8 februari  | 12:00       | 09:00 |
| Groepsfase    | 8 februari  | 17:00       | 14:00 |
| Groepsfase    | 9 februari  | 12:00       | 09:00 |
| Groepsfase    | 9 februari  | 17:00       | 14:00 |
| Groepsfase    | 10 februari | 14:00       | 11:00 |
| Groepsfase    | 10 februari | 19:00       | 16:00 |
| Groepsfase    | 11 februari | 14:00       | 11:00 |
| Groepsfase    | 11 februari | 19:00       | 16:00 |
| Groepsfase    | 12 februari | 12:00       | 09:00 |
| Groepsfase    | 12 februari | 16:30       | 13:30 |
| Groepsfase    | 12 februari | 12:00       | 09:00 |
| Groepsfase    | 12 februari | 21:00       | 18:00 |
| Kwartfinales  | 15 februari | 12:00       | 09:00 |
| Kwartfinales  | 15 februari | 16:30       | 13:30 |
| 5e/8e plaats  | 16 februari | 12:00       | 09:00 |
| 5e/8e plaats  | 16 februari | 21:00       | 18:00 |
| Halve finales | 17 februari | 16:30       | 13:30 |
| Halve finales | 17 februari | 21:00       | 18:00 |
| 7e/8e plaats  | 18 februari | 12:00       | 09:00 |
| 5e/6e plaats  | 18 februari | 16:30       | 13:30 |
| 3e/4e plaats  | 20 februari | 16:00       | 13:00 |
| Finale        | 20 februari | 21:00       | 18:00 |

## Kwalificatie

### Proces
Rusland was als gastland automatisch gekwalificeerd. Van de zeven overgebleven plekken werden er vijf gevuld door de top vijf van de IIHF World Ranking na de wereldkampioenschappen ijshockey in 2012. Canada, Verenigde Staten, Finland, Zwitserland en Zweden kwalificeerde zich zodoende voor de Olympische Winterspelen. De overgebleven twee startbewijzen werden vergeven tijdens twee kwalificatietoernooien in Slowakije en Duitsland. Het Duitse team wist in eigen land kwalificatie af te dwingen en het toernooi in Slowakije werd gewonnen door de Japanse dames.

### Deelnemende landen
| Land             | Kwalificatie         | Kwalificatie     | Eerder deelnames | Eerder deelnames | Eerder deelnames                                             |
| Land             | Manier               | Datum            | Aantal           | Vancouver 2010   | Beste prestatie                                              |
| ---------------- | -------------------- | ---------------- | ---------------- | ---------------- | ------------------------------------------------------------ |
| Rusland          | Thuisland            | Thuisland        | 3                | 6e plaats        | 5e plaats (Salt Lake City 2002)                              |
| Canada           | IIHF Ranking 1       | 14 april 2012    | 4                | Kampioen         | Kampioen (Salt Lake City 2002, Turijn 2006 & Vancouver 2010) |
| Verenigde Staten | IIHF Ranking 2       | 14 april 2012    | 4                | 2e plaats        | Kampioen (Nagano 1998)                                       |
| Finland          | IIHF Ranking 3       | 14 april 2012    | 4                | 3e plaats        | 3e plaats (Nagano 1998 & Vancouver 2010)                     |
| Zwitserland      | IIHF Ranking 4       | 14 april 2012    | 3                | 5e plaats        | 5e plaats (Vancouver 2010)                                   |
| Zweden           | IIHF Ranking 5       | 14 april 2012    | 4                | 4e plaats        | 2e plaats (Turijn 2006)                                      |
| Duitsland        | Kwalificatietoernooi | 10 februari 2013 | 2                | n.v.t.           | 5e plaats (Turijn 2006)                                      |
| Japan            | Kwalificatietoernooi | 10 februari 2013 | 1                | n.v.t.           | 5e plaats (Nagano 1998)                                      |

## Groepsfase

### Groep A
| # | Land             | Wedstrijden | Wedstrijden | Wedstrijden | Wedstrijden | Wedstrijden | Doelpunten | Doelpunten | Doelpunten | Punten |
| # | Land             | G           | W           | OTW         | OTV         | V           | V          | T          | Saldo      | Punten |
| - | ---------------- | ----------- | ----------- | ----------- | ----------- | ----------- | ---------- | ---------- | ---------- | ------ |
| 1 | Canada           | 3           | 3           | 0           | 0           | 0           | 11         | 2          | +9         | 9      |
| 2 | Verenigde Staten | 3           | 2           | 0           | 0           | 1           | 14         | 4          | +10        | 6      |
| 3 | Finland          | 3           | 1           | 1           | 0           | 2           | 5          | 9          | -4         | 2      |
| 4 | Zwitserland      | 3           | 0           | 0           | 1           | 3           | 3          | 18         | -15        | 1      |

| 8 februari 2014 12:00 UTC+4 (9:00 MET) | Verenigde Staten | 3 – 1 | Finland | Sjajba Arena |

|                                                           |                     |                      |  | Scheidsrechter: Nicole Hertrich (GER) |
| Hilary Knight 0.53 Kelli Stack 27.42 Alex Carpenter 35.59 | 1 – 0; 2 – 0; 0 – 1 | Susanna Tapani 55.22 |  |                                       |
|                                                           |                     |                      |  |                                       |
|                                                           |                     |                      |  |                                       |

| 8 februari 2014 17:00 UTC+4 (14:00 MET) | Canada | 5 – 0 | Zwitserland | Sjajba Arena |

| |                     |  |  | Scheidsrechter: Aina Hove (NOR) |
| Jocelyne Larocque 1.25 Tara Watchorn 6.30 Hayley Wickenheiser 23.54 Marie-Philip Poulin 32.28 Rebecca Johnston 36.10 | 2 – 0; 3 – 0; 0 – 0 |  |  |                                 |
| |                     |  |  |                                 |
| |                     |  |  |                                 |

| 10 februari 2014 14:00 UTC+4 (11:00 MET) | Verenigde Staten | 9 – 0 | Zwitserland | Sjajba Arena |

| |                     |  |  |  |
| Monique Lamoureux 9.20 Brianna Decker 10.07 Amanda Kessel 10.15 Hilary Knight 14.23 Amanda Kessel 15.42 Monique Lamoureux 33.26 Kendall Coyne 40.49 Kendall Coyne 43.59 Alex Carpenter 55.39 | 5 – 0; 1 – 0; 3 – 0 |  |  |  |
| |                     |  |  |  |
| |                     |  |  |  |

| 10 februari 2014 19:00 UTC+4 (16:00 MET) | Finland | 0 – 3 | Canada | Sjajba Arena |

|  |                     |                                                                         |  |  |
|  | 0 – 0; 0 – 0; 0 – 3 | Meghan Agosta-Marciano 49.27 Jayna Hefford 52.24 Rebecca Johnston 56.36 |  |  |
|  |                     |                                                                         |  |  |
|  |                     |                                                                         |  |  |

| 12 februari 2014 12:00 UTC+4 (9:00 MET) | Zwitserland | 3 – 4 | Finland | Sjajba Arena |

|                                                             |                                       |                                                                                           |  |  |
| Sarah Forster 23.28 Phoebe Stanz 28.00 Stefanie Marty 56.25 | 0 – 2; 2 – 1; 1 – 0; 0 – 1 (overtime) | Jenni Hirikoski 7.56 Michelle Karvinen 9.55 Michelle Karvinen 35.31 Jenni Hirikoski 62.38 |  |  |
|                                                             |                                       |                                                                                           |  |  |
|                                                             |                                       |                                                                                           |  |  |

| 12 februari 2014 16:30 UTC+4 (13:30 MET) | Canada | 3 – 2 (0 – 0; 0 – 1; 3 – 1) | Verenigde Staten | Sjajba Arena |

|                                                               |  |                                         |  |  |
| Meghan Agosta 42.21 Natalie Spooner 43.54 Meghan Agosta 54.55 |  | Hilary Knight 37.34 Anne Schleper 58.55 |  |  |
|                                                               |  |                                         |  |  |
|                                                               |  |                                         |  |  |

### Groep B
| # | Land      | Wedstrijden | Wedstrijden | Wedstrijden | Wedstrijden | Wedstrijden | Doelpunten | Doelpunten | Doelpunten | Punten |
| # | Land      | G           | W           | OTW         | OTV         | V           | V          | T          | Saldo      | Punten |
| - | --------- | ----------- | ----------- | ----------- | ----------- | ----------- | ---------- | ---------- | ---------- | ------ |
| 1 | Rusland   | 3           | 3           | 0           | 0           | 0           | 9          | 3          | +6         | 9      |
| 2 | Zweden    | 3           | 2           | 0           | 0           | 1           | 6          | 3          | +3         | 6      |
| 3 | Duitsland | 3           | 1           | 0           | 0           | 2           | 5          | 8          | -3         | 3      |
| 4 | Japan     | 3           | 0           | 0           | 0           | 3           | 1          | 7          | -6         | 0      |

| 9 februari 2014 12:00 UTC+4 (9:00 MET) | Zweden | 1 – 0 | Japan | Sjajba Arena |

|                       |                     |   |  | Scheidsrechter: Erin Blair (USA) |
| Jenni Asserholt 12.38 | 1 – 0; 0 – 0; 0 – 0 | 0 |  |                                  |
|                       |                     |   |  |                                  |
|                       |                     |   |  |                                  |

| 9 februari 2014 17:00 UTC+4 (14:00 MET) | Rusland | 4 – 1 | Duitsland | Sjajba Arena |

|                                                                                      |                     |                       |  | Scheidsrechter: Anna Eskola (FIN) |
| Ija Gavrilova 45.04 Olga Sosina 48.49 Jekaterina Smolentseva 49.27 Olga Sosina 52.15 | 0 – 0; 0 – 1; 4 – 0 | Franziska Busch 26.48 |  |                                   |
|                                                                                      |                     |                       |  |                                   |
|                                                                                      |                     |                       |  |                                   |

| 11 februari 2014 14:00 UTC+4 (11:00 MET) | Duitsland | 0 – 4 | Zweden | Sjajba Arena |

|  |                     |                                                                                |  |  |
|  | 0 – 1; 0 – 0; 0 – 3 | Emma Nordin 1.00 Cecilia Ostberg 44.59 Johanna Olofsson Pernilla Winberg 51.35 |  |  |
|  |                     |                                                                                |  |  |
|  |                     |                                                                                |  |  |

| 11 februari 2014 19:00 UTC+4 (16:00 MET) | Rusland | 2 – 1 | Japan | Sjajba Arena |

|                                               |                     |                  |  |  |
| Tatjana Boerina 11.39 Aleksandra Vafina 51.36 | 1 – 0; 0 – 0; 1 – 1 | Ayaka Toko 40.33 |  |  |
|                                               |                     |                  |  |  |
|                                               |                     |                  |  |  |

| 13 februari 2014 12:00 UTC+4 (9:00 MET) | Japan | 0 – 4 | Duitsland | Sjajba Arena |

|  |                     |                                                                                              |  |  |
|  | 0 – 1; 0 – 1; 0 – 2 | Manuela Anwander 13.23 Franziska Busch 20.48 Kerstin Spielberger 58.31 Franziska Busch 59.28 |  |  |
|  |                     |                                                                                              |  |  |
|  |                     |                                                                                              |  |  |

| 13 februari 2014 21:00 UTC+4 (21:00 MET) | Zweden | 1 – 3 | Rusland | Sjajba Arena |

|                        |                    |                                                                       |  |  |
| Pernilla Winberg 38.58 | 0 –1; 1 – 1; 0 – 1 | Anna Sjoekina 8.38 Aljona Chomitsj 29.20 Jekaterina Smolentseva 58.07 |  |  |
|                        |                    |                                                                       |  |  |
|                        |                    |                                                                       |  |  |

## Knock-outfase

### Schema
|  | kwartfinale | kwartfinale | kwartfinale      |                  |   | halve finale | halve finale | halve finale |  |  | finale | finale      | finale |
|  |             |             |                  |                  |   |              |              |              |  |  |        |             |        |
|  |             |             |                  |                  |   |              |              |              |  |  |        |             |        |
|  |             | A1          | Canada           | 3                |   |              |              |              |  |  |        |             |        |
|  |             |             |                  | 3                |   |              |              |              |  |  |        |             |        |
|  |             |             | KF1              | Zwitserland      | 1 |              |              |              |  |  |        |             |        |
|  | A4          | Zwitserland | KF1              | Zwitserland      | 1 | 2            |              |              |  |  |        |             |        |
|  | A4          | Zwitserland |                  |                  |   | 2            |              |              |  |  |        |             |        |
|  | B1          | Rusland     | 0                |                  |   |              |              |              |  |  |        |             |        |
|  |             |             |                  |                  |   |              |              |              |  |  | HF1    | Canada      | 3      |
|  |             |             | HF2              | Verenigde Staten | 2 |              |              |              |  |  |        |             |        |
|  |             |             |                  |                  |   |              |              |              |  |  |        |             |        |
|  |             |             |                  |                  |   |              |              |              |  |  |        |             |        |
|  |             | A2          | Verenigde Staten | 6                |   | derde plaats | derde plaats | derde plaats |  |  |        |             |        |
|  |             |             |                  | 6                |   | derde plaats | derde plaats | derde plaats |  |  |        |             |        |
|  |             |             | KF2              | Zweden           | 1 |              |              |              |  |  |        |             |        |
|  | A3          | Finland     | 2                |                  |   |              |              |              |  |  |        |             |        |
|  | B2          | Zweden      | 4                |                  |   |              |              |              |  |  | HF1    | Zwitserland | 4      |
|  |             |             |                  |                  |   | HF2          | Zweden       | 3            |  |  |        |             |        |

### Wedstrijden

#### Kwartfinales
| 16 februari 2014 12:00 UTC+4 (9:00 MET) | Finland | 2 – 4 | Zweden | Sjajba Arena |

|                                      |                     |                                                                                |  |  |
| Venta Hovi 33.16 Emma Nuutinen 45.21 | 0 – 0; 1 – 0; 1 – 4 | Anna Borgqvist 40.48 Lina Wester 45.09 Emma Eliasson 55.45 [Emma Nordin] 59.19 |  |  |
|                                      |                     |                                                                                |  |  |
|                                      |                     |                                                                                |  |  |

| 15 februari 2014 16:30 UTC+4 (13:30 MET) | Zwitserland | 2 – 0 | Rusland | Sjajba Arena |

|                                         |                     |  |  |  |
| Stefanie Marty 10.46 Lara Stalder 59.39 | 1 – 0; 0 – 0; 1 – 0 |  |  |  |
|                                         |                     |  |  |  |
|                                         |                     |  |  |  |

#### 5e/8e plaats
| 16 februari 2014 12:00 UTC+4 (9:00 MET) | Finland | 2 – 1 (1 – 0; 2 – 2; –) | Duitsland | Sjajba Arena |

|                                             |  |                     |  |  |
| Jenni Hirikoski 1.15 Michelle Karvinen 8.32 |  | Bettina Evers 28.59 |  |  |
|                                             |  |                     |  |  |
|                                             |  |                     |  |  |

| 16 februari 2014 21:00 UTC+4 (18:00 MET) | Rusland | 6 – 3 (1 – 0; 3 – 2; 2 – 1) | Japan | Sjajba Arena |

| |                                     |                                                             |  |  |
| Anna Sjoekina – 16.12 Anna Sjochina – 26.44 Galina Skiba – 27.33 Olga Sosina – 31.32 Galina Skiba – 49.39 Tatjana Boerina – 58.03 | 1–0 1–1 2–1 2–2 3-2 4–2 4–3 5–3 6–3 | 26.14 – Tomoe Yamane 26.50 – Ayaka Toko 42.23 – Chiho Osawa |  |  |
| |                                     |                                                             |  |  |
| |                                     |                                                             |  |  |

#### 7e/8e plaats
| 18 februari 2014 12:00 UTC+4 (9:00 MET) | Duitsland | 3 – 2 (1 – 1; 0 – 0; 0 – 1) | Japan | Sjajba Arena |

|                                                            |                     |                                            |  |  |
| Susann Gotz – 09.18 Julia Zorn – 24.30 Sara Seiler – 35.49 | 1–0 1–1 2–1 3–1 3–2 | 09.18 – Hanae Kubo 42.56 – Haruna Yoneyama |  |  |
|                                                            |                     |                                            |  |  |
|                                                            |                     |                                            |  |  |

#### 5e/6e plaats
| 18 februari 2014 16:30 UTC+4 (13:30 MET) | Finland | 4 – 0 (2 – 0; 0 – 0; 2 – 0) | Rusland | Sjajba Arena |

|                                                                                                  |                 |  |  |  |
| Linda Valimaki – 16.37 Riikka Valila – 17.28 Michelle Karvinen – 42.30 Michelle Karvinen – 43.31 | 1–0 2–0 3–0 4–0 |  |  |  |
|                                                                                                  |                 |  |  |  |
|                                                                                                  |                 |  |  |  |

#### Halve finales
| 17 februari 2014 16:30 UTC+4 (13:30 MET) | Verenigde Staten | 6 – 1 | Zweden | Sjajba Arena |

|  |         |  |  |  |
|  | –; –; – |  |  |  |
|  |         |  |  |  |
|  |         |  |  |  |

| 17 februari 2014 21:00 UTC+4 (18:00 MET) | Canada | 3 – 1 | Zwitserland | Sjajba Arena |

|  |         |  |  |  |
|  | –; –; – |  |  |  |
|  |         |  |  |  |
|  |         |  |  |  |

#### 3e/4e plaats
| 20 februari 2014 16:00 UTC+4 (13:00 MET) | Zwitserland | 4 – 3 | Zweden | Bolsjoj IJspaleis |

|  |               |   |  |  |
|  | 0–1; 0–1; 4–1 | 3 |  |  |
|  |               |   |  |  |
|  |               |   |  |  |

#### Finale
| 20 februari 2014 21:00 UTC+4 (18:00 MET) | Canada | 3 – 2 (0 – 0; 0 – 1; 2 – 1; 1 – 0) | Verenigde Staten | Bolsjoj IJspaleis |

|                                                                                |                     |                                              |  |  |
| Brianne Jenner – 56.34 Marie-Philip Poulin – 59.05 Marie-Philip Poulin – 68.10 | 0–1 0–2 1–2 2–2 3–2 | 31.57 – Meghan Duggan 42.01 – Alex Carpenter |  |  |
|                                                                                |                     |                                              |  |  |
|                                                                                |                     |                                              |  |  |

## Ranglijst
| Rang   | Team             |
| ------ | ---------------- |
| Goud   | Canada           |
| Zilver | Verenigde Staten |
| Brons  | Zwitserland      |
| 4      | Zweden           |
| 5      | Finland          |
| 6      | Rusland          |
| 7      | Duitsland        |
| 8      | Japan            |

Antwerpen 1920 · 
Chamonix 1924 · 
St. Moritz 1928 · 
Lake Placid 1932 · 
Garmisch-Partenkirchen 1936 · 
St. Moritz 1948 · 
Oslo 1952 · 
Cortina d'Ampezzo 1956 · 
Squaw Valley 1960 · 
Innsbruck 1964 · 
Grenoble 1968 · 
Sapporo 1972 · 
Innsbruck 1976 · 
Lake Placid 1980 · 
Sarajevo 1984 · 
Calgary 1988 · 
Albertville 1992 · 
Lillehammer 1994 · 
Nagano 1998 · 
Salt Lake City 2002 · 
Turijn 2006 · 
Vancouver 2010 · 
Sotsji 2014 · 
Pyeongchang 2018 · 
Peking 2022

Lijst van olympische medaillewinnaars
Alpineskiën · Biatlon · Bobsleeën · Curling · Freestyleskiën · Kunstrijden · Langlaufen · Noordse combinatie · Rodelen · Schaatsen · Schansspringen · Shorttrack · Skeleton · Snowboarden · IJshockey